# Carsia imbutata
Carsia imbutata là một loài bướm đêm trong họ Geometridae.